# Laguna de Vilama
Laguna de Vilama är en sjö i Argentina.   Den ligger i provinsen Jujuy, i den norra delen av landet, 1 600 km nordväst om huvudstaden Buenos Aires. Laguna de Vilama ligger 4 488 meter över havet. Arean är 29,1 kvadratkilometer. Den sträcker sig 12,6 kilometer i nord-sydlig riktning, och 7,5 kilometer i öst-västlig riktning.
Trakten runt Laguna de Vilama är ofruktbar med lite eller ingen växtlighet. Trakten runt Laguna de Vilama är nära nog obefolkad, med mindre än två invånare per kvadratkilometer.